# Метрика пространства-времени

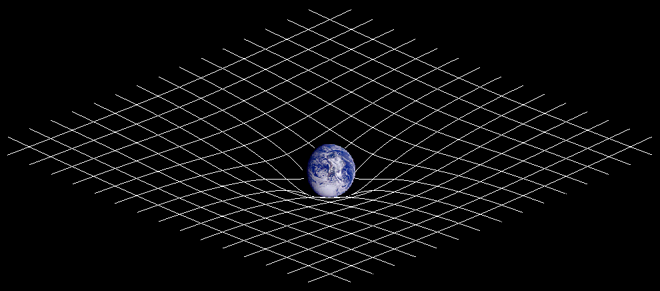
Схематическая двумерная иллюстрация искривления пространства-времени возле массивного тела

Метрика пространства-времени — 4-тензор, который определяет свойства пространства-времени в общей теории относительности.
Как правило, обозначается символом {\displaystyle g_{ij}}. 
В инерциальной системе отсчёта матрица метрического тензора пространства-времени имеет вид
{\displaystyle {\hat {g}}=\left({\begin{matrix}1&0&0&0\\0&-1&0&0\\0&0&-1&0\\0&0&0&-1\end{matrix}}\right)}.
В неинерциальных системах отсчёта вид метрики пространства-времени изменяется и в общем зависит от точки пространства и момента времени.
Метрика пространства-времени задаёт искривление пространства, которое ощущает наблюдатель, который движется с ускорением. Так как, исходя из принципа эквивалентности, наблюдатель никаким образом не может отличить неинерционность связанной с ним системы отсчёта от гравитационного поля, метрика пространства-времени определяет также искривление пространства в поле массивных тел.
Пространственно-временной интервал выражается через метрику пространства-времени формулой
{\displaystyle ds^{2}=g_{ij}dx^{i}dx^{j}}.
Так как метрика задаёт превращения координат, то её называют также метрическим тензором.
Метрика пространства-времени используется для установления связи между ковариантными и контравариантными записями любого 4-вектора
{\displaystyle A_{i}=g_{ij}A^{j}}.

## Свойства
Метрический тензор симметричный относительно своих индексов, то есть {\displaystyle g_{ij}=g_{ji}}. Это видно из общей формулы для квадрата дифференциала пространственно-временного интервала. Детерминант метрики пространства-времени, который обозначается через g, отрицательный.
Контравариантная форма метрического тензора связана с ковариантной с помощью полностью антисимметрического тензора четвёртого порядка
{\displaystyle E^{ijkl}={\frac {1}{\sqrt {-g}}}e^{ijkl}},
где {\displaystyle e^{ijkl}} — обычный полностью антисимметрический тензор, определённый в инерционной системе отсчёта, то есть тензор, компоненты которого равны 1 или -1 и меняют знак при перестановке каких-либо двух индексов.
Таким образом
{\displaystyle g^{ij}={\frac {1}{\sqrt {-g}}}e^{ijkl}g_{kl}}
Метрический тензор, как и какой-либо симметрический тензор, возможно выбором системы отсчёта свести к диагональному виду. Однако эта операция справедлива только к определённой точке пространства-времени и, в общем случае, не может быть проведена для всего пространства-времени.

## Собственное время
Квадрат дифференциала пространственно-временного интервала для одной пространственной точки равен
{\displaystyle ds^{2}=g_{00}(dx^{0})^{2}=c^{2}d\tau ^{2}},
где с — скорость света в вакууме.
Величину 
{\displaystyle \tau ={\frac {1}{c}}\int {\sqrt {g_{00}}}dx^{0}}
называют собственным временем для данной точки пространства.

## Пространственный интервал
Квадрат расстояния между двумя бесконечно близкими точками задаётся формулой
{\displaystyle dl^{2}=\gamma _{\alpha \beta }dx^{\alpha }dx^{\beta }=\left(-g_{\alpha \beta }+{\frac {g_{\alpha 0}g_{0\beta }}{g_{00}}}\right)dx^{\alpha }dx^{\beta }}
Греческие индексы используются тогда, когда суммирование ведётся лишь по пространственным координатам. Тензор {\displaystyle \gamma _{\alpha \beta }} есть метрический тензор для трёхмерного пространства.
Интегрировать определённое таким образом расстояние нельзя, так как результат зависел бы от мировой линии, по которой бы велось интегрирование. Таким образом, в общей теории относительности понятия расстояния между далёкими объектами в трёхмерном пространстве теряет смысл. Единственное исключение — ситуация, в которой метрический тензор {\displaystyle g_{ij}} не зависит от времени.